# Parapanamerikanische Badmintonmeisterschaft
Panamerikanische Parabadmintonmeisterschaften werden seit 2010 ausgetragen.

## Austragungen
| Jahr | Nr. | Ort             | Land      | Wettbewerbe |
| ---- | --- | --------------- | --------- | ----------- |
| 2010 | 1   | Curitiba        | Brasilien | 6           |
| 2013 | 2   | Guatemala-Stadt | Guatemala | 4           |
| 2014 | 3   | Havanna         | Kuba      | 10          |
| 2016 | 4   | Envigado        | Kolumbien | 12          |
| 2018 | 5   | Lima            | Peru      | 19          |
| 2022 | 6   | Cali            | Kolumbien | 22          |
| 2025 | 7   | São Paulo       | Brasilien |             |